# Zweep (muziekinstrument)
Een zweep (Italiaans: frusta) is een muziekinstrument uit de slagwerkgroep der idiofonen. Het instrument dankt zijn naam aan zijn geluid, dat klinkt als een zweepslag.
Het instrument is een constructie van twee latjes met een scharnier, die als het met enige kracht "dichtgeklapt" wordt, een karakteristiek hoog scherp, kort geluid produceert.
Bijvoorbeeld in het Pianoconcert in G van Maurice Ravel wordt de zweepslag op een markante manier gebruikt als inzet van het eerste deel.